# قرار مجلس الأمن التابع للأمم المتحدة رقم 1161
قرار مجلس الأمن التابع للأمم المتحدة رقم 1161، المتخذ بالإجماع في 9 نيسان / أبريل 1998، بعد الإشارة إلى جميع القرارات السابقة بشأن رواندا، ولا سيما القرارات 918 (1994) و997 (1995) و1011 (1995) و1013 (1995) و1053 (1996)، أعاد المجلس تنشيط لجنة التحقيق فيما يتعلق بانتهاكات حظر توريد الأسلحة إلى القوات الحكومية الرواندية السابقة.
ووقعت أعمال عنف مستمرة في رواندا وبوروندي ومنطقة البحيرات الكبرى، بما في ذلك مذبحة للمدنيين في كانون الأول / ديسمبر 1997. وفي الوقت نفسه، كانت القوات الحكومية الرواندية السابقة تتلقى أسلحة وعتادًا في انتهاك لحظر الأسلحة. ولاحظ المجلس أن انتشار العنف في شرق زائير قد علق عمل لجنة التحقيق، وبالتالي فإن استئناف تحقيقاتها ضروري لتجنب المزيد من أعمال العنف والإبادة الجماعية. وهناك حاجة إلى حل طويل الأمد لمعالجة مشكلة اللاجئين ونشر البرامج الإذاعية والنشرات التي تنشر الكراهية في المنطقة.
طُلب من الأمين العام كوفي عنان إعادة تنشيط التحقيق بالولاية التالية:
(أ) تقديم معلومات عن مبيعات الأسلحة وتسليمها وشحناتها إلى المليشيات الرواندية في منطقة البحيرات الكبرى؛
(ب) تحديد الأطراف المشاركة في تدفقات الأسلحة؛
(ج) تقديم توصيات بشأن تدفقات الأسلحة غير المشروعة.
طُلب من جميع الدول التعاون مع التحقيق الجديد. على وجه التحديد، طُلب من بلدان منطقة البحيرات الكبرى ضمان عدم استخدام أراضيها كقاعدة من قبل الجماعات المسلحة لشن هجمات على دولة أخرى. وشكل تدفق الأسلحة تهديداً لأمن المنطقة. وأخيراً، طُلب من الأمين العام تقديم تقرير عن إعادة تنشيط اللجنة، في غضون ثلاثة أشهر من إعادة تفعيلها، وبعد ثلاثة أشهر أخرى في تقرير نهائي مع التوصيات.

## روابط خارجية
- نص القرار في undocs.org